# Bubur ayam
Le bubur ayam (indonésien pour « congee de poulet ») est une bouillie de poulet Indonésienne. C'est un congee de riz avec de l'émincé de poulet, servi avec des condiments tels que des cébettes sautées, des échalotes frites, du céleri, du tongcay (légumes confits), des pousses de soja frites, des beignets chinois (youtiao, appelé cakwe en Indonésie), de la sauce de soja, et parfois recouvert avec un bouillon jaune de poulet et des kerupuk.
Contrairement à d'autres plats indonésiens, il n'est pas épicé ; le sambal est servi séparément. C'est un plat très prisé servi pour le petit déjeuner, vendu par des marchands ambulants, dans des warung (petits établissements de restauration rapide) comme dans de grands restaurants.

## Origine et variantes
L'origine du bubur ayam vient probablement du congee de poulet chinois ; en témoignent la présence du cakwe (youtiao), du tongcay et de la sauce de soja. Le bubur ayam se sert largement de la volaille, de la chair jusqu'aux abats. Le bubur ayam est souvent consommé avec un œuf dur, du foie de poulet, des gésiers, des intestins et des  uritan (œufs prématurés tirés des poulets abattus), servis en sate. Il existe plusieurs recettes de bubur ayam, telles que le bubur ayam Bandung et le bubur ayam Sukabumi, originaire de Java occidental.
Une autre version nommée telur ayam kampung (littéralement « village poulet œuf », à savoir des œufs de poules élevées en plein air), consiste à mettre un œuf sous le congee de riz chaud, le cuisant ainsi. Les recettes et condiments utilisés par les vendeurs de rues et les warung sont différents de ceux servis en fast-food et restaurants.
Plat populaire, le bubur ayam a fait son entrée dans le menu de certains fast-food tels que McDonald's Indonésie et Malaisie, ainsi que pour Kentucky Fried Chicken Indonésie.
Bien que la quasi-totalité des recettes de bubur ayam utilise le riz, une nouvelle version, appelée bubur ayam havermut, utilise de l'avoine. Dans les épiceries, le bubur ayam existe également en nourriture instantanée, nécessitant uniquement l'addition d'eau chaude.

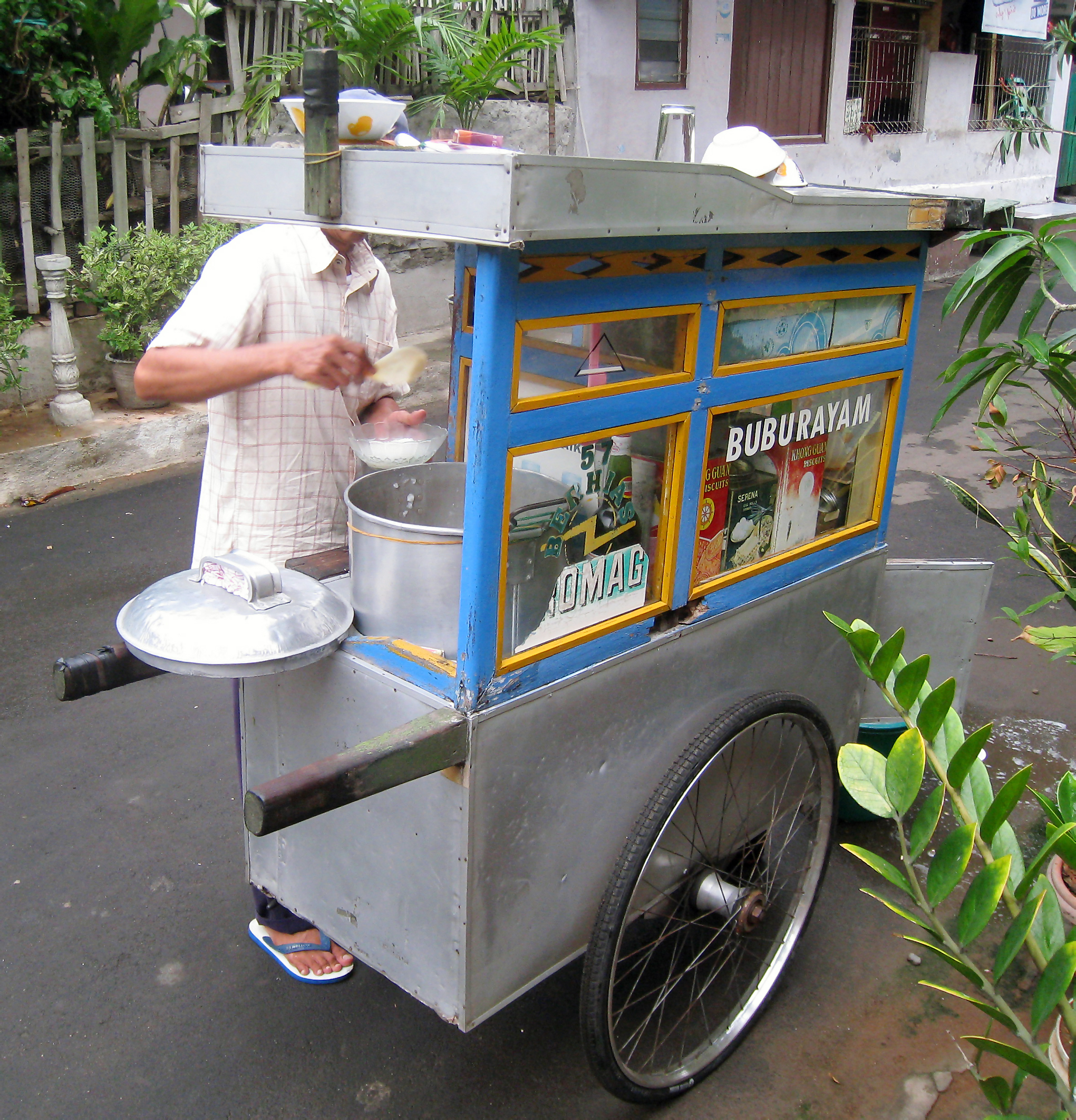
Marchand de bubur ayam dans une zone résidentielle de Jakarta.

## Galerie

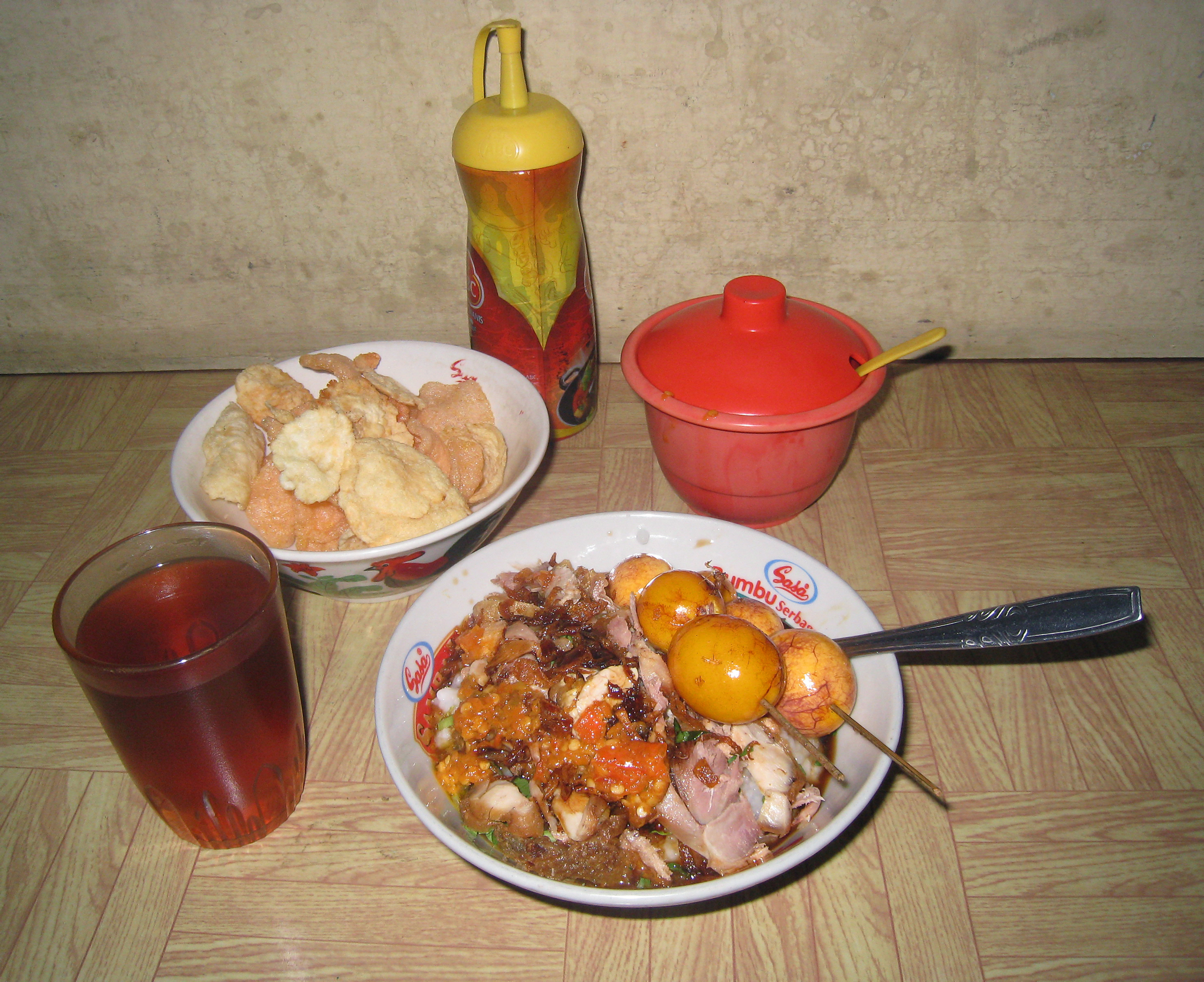
Bubur ayam avec un sate d’œufs prématurés, vendu dans un warung de Jakarta.
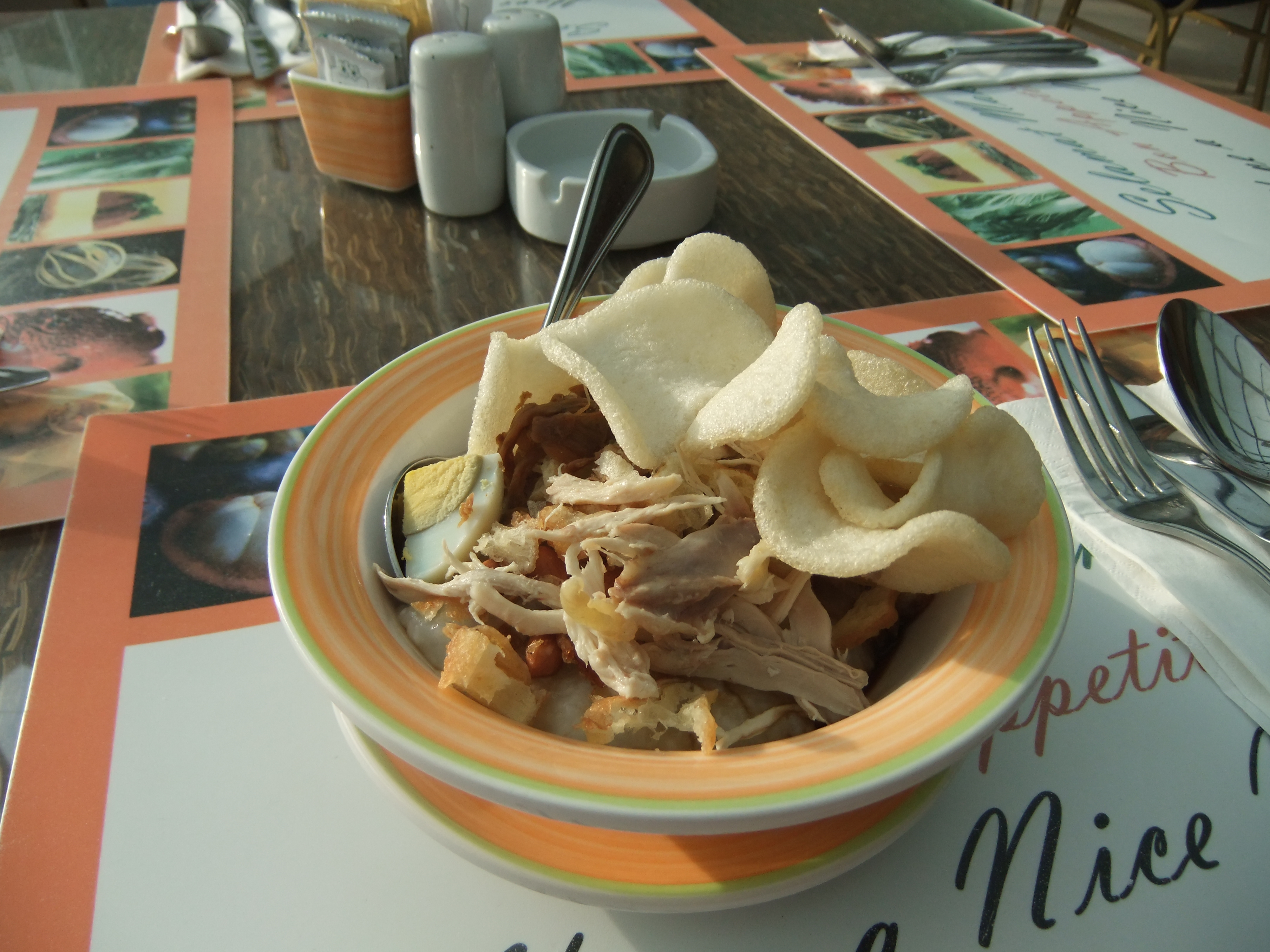
Bubur ayam servi à Solo (Java Centre).
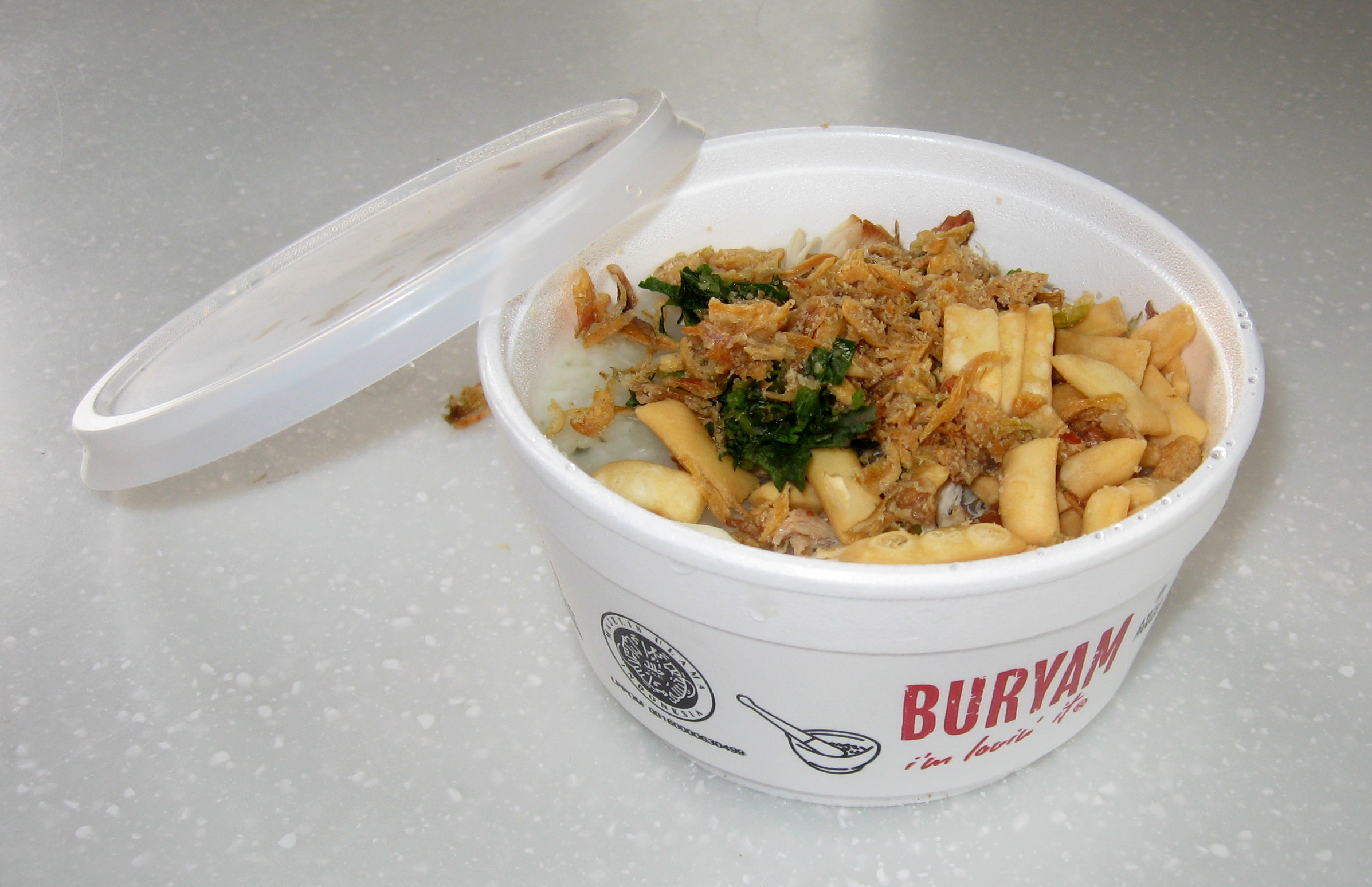
Fast food Buryam, un bubur ayam servi dans un McDonald's d'Indonésie.
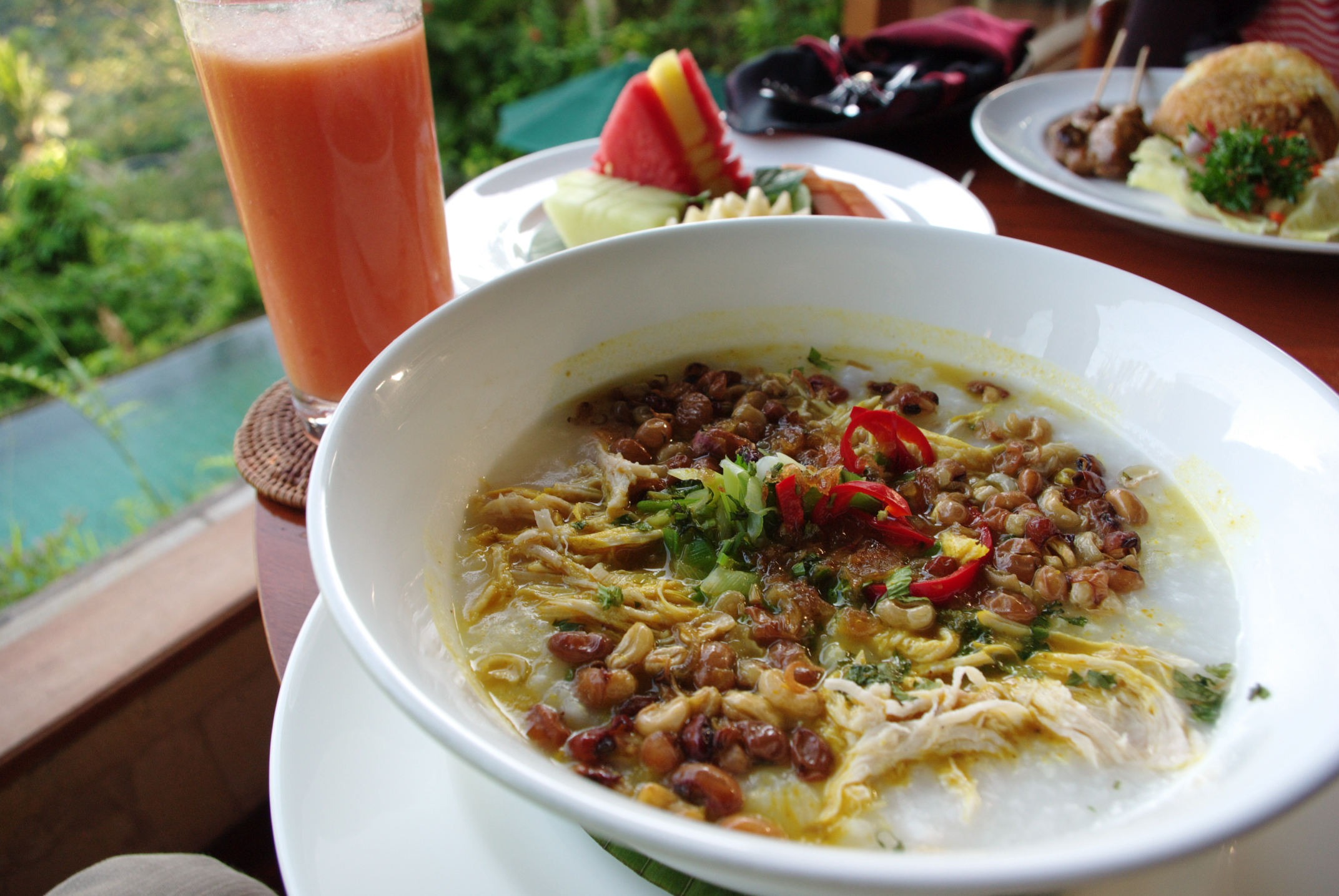
Bubur ayam servi pour le petit déjeuner dans un hôtel de Bali.
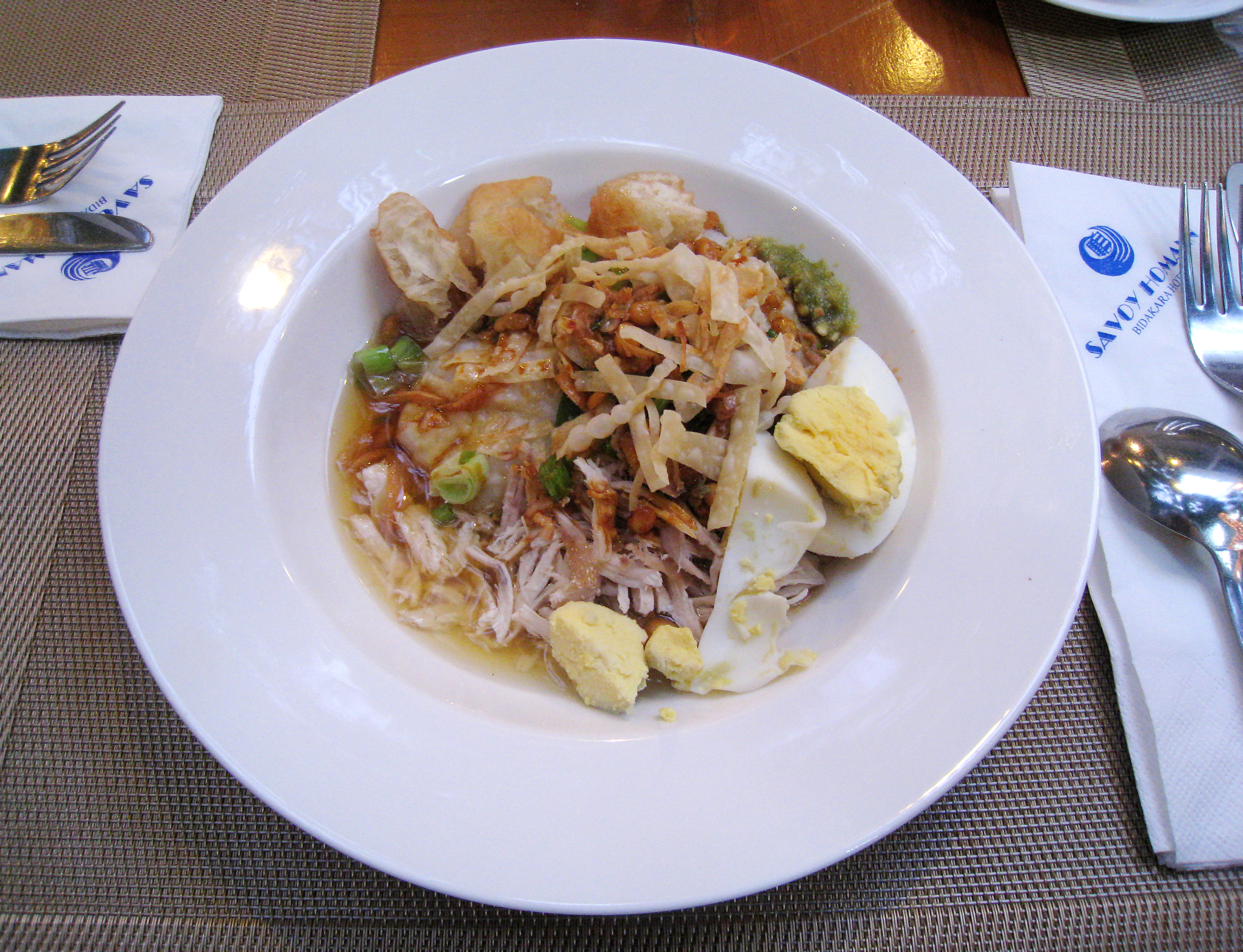
Bubur ayam servi en petit déjeuner à l'hôtel Savoy Homann de Bandung.